# 利史密斯島
利史密斯島是俄羅斯的島嶼，屬於法蘭士約瑟夫地群島的一部分，由阿爾漢格爾斯克州負責管轄，位於胡克島和布雷伊季島之間，最高點海拔高度309米。